# 日本の食品に関する資格一覧
日本の食品に関する資格一覧（にほんのしょくひんにかんするしかくいちらん）は、日本国内で実施されている、食品の調理や衛生管理等に関する、資格試験の名称を一覧としたものである。

## 国家資格
- 【調理師法】 
  - 調理師
  - 専門調理師
- 【栄養士法】
  - 栄養士
  - 管理栄養士
- 【製菓衛生師法】
  - 製菓衛生師
- 【食品衛生法】 
  - 食品衛生管理者
  - 食品衛生責任者
  - 食品衛生監視員
- 【食鳥処理の事業の規制及び食鳥検査に関する法律】 
  - 食鳥処理衛生管理者
- 【職業能力開発促進法】
  - 技能士
    - 水産練り製品製造技能士
    - みそ製造技能士
    - ハム・ソーセージ・ベーコン製造技能士
    - 製麺技能士
    - 酒造技能士
    - パン製造技能士
    - 菓子製造技能士
    - レストランサービス技能士
    - 調理技能士

  - 職業訓練指導員免許
    - パン・菓子科
    - 麺科
    - 発酵科
    - 食肉科
    - 水産物加工科
    - 中国料理科
    - 日本料理科
    - 西洋料理科
- 【飼料の安全性の確保及び品質の改善に関する法律】
  - 飼料製造管理者
- 【船舶職員及び小型船舶操縦者法】 
  - 船舶料理士

## 公的資格
- 食品衛生責任者（食品衛生協会）
- 食品衛生推進員（地方公共団体）
- ふぐ調理師（都道府県知事）
- NR・サプリメントアドバイザー（日本臨床栄養協会）

## 民間資格
- 家庭料理技能検定（学校法人香川栄養学園）
- 食品保健指導士（日本健康・栄養食品協会）
- フードスペシャリスト（日本フードスペシャリスト協会）
- 日本茶インストラクター（日本茶インストラクター協会）
- 日本茶アドバイザー（日本茶インストラクター協会）
- 健康食品管理士（日本食品安全協会）
- フードアナリスト（日本フードアナリスト協会）
- 食品表示検定（食品表示検定協会）
- フードサイエンティスト（食品科学教育協議会）
- 和食検定（日本ホテル教育センター）
- すしエキスパート検定（全日本寿司連盟協会）
- 食品安全検定（食品安全検定協会）
- チョコレート検定（株式会社 明治）
- パンシェルジュ検定（パンシェルジュ検定運営委員会）
- 日本伝統文化検定：伝検（一般社団法人日本伝統文化検定協会）
- きのこ検定（きのこ検定運営委員会）
- 調味料検定（調味料検定実行委員会）
- 日本さかな検定（日本さかな検定協会）
- 発酵検定（日本発酵文化協会）
- 薬膳・漢方検定（日本漢方養生学協会）
- 野菜検定（野菜検定実行委員会）
- 野菜ソムリエ（日本野菜ソムリエ協会）
- 栄養補助食品指導士（日本栄養補助食品科学検定協会）